# A989 road
Die A989 road ist eine A-Straße in Schottland. Sie verläuft mit einer Gesamtlänge von 3,1 km ausschließlich im Innenstadtbereich von Perth und bildet dort den Innenstadtring.

## Verlauf
Im Nordwesten beginnend nimmt die A989 die Dunkeld Road auf, als welche die aus Oban kommende A85 in das Stadtzentrum geführt wird. Diese vereinigt sich zuvor mit der A912, welche durch die nördlichen Stadtteile bis zur A9 führt und gemeinsam mit der A85 und A989 durch Teile der Innenstadt verläuft. Ab der Einmündung der A85 verläuft die A989 zunächst als Atholl Street, dann als Charlotte Street in östlicher Richtung, bis die Straße den Tay erreicht. Dort quert die A85 den Tay über die denkmalgeschützte Perth Bridge, um wenige Kilometer südlich an der A90 zu enden.
Die A989 folgt hingegen als Tay Street dem rechten Tay-Ufer. Sie kreuzt die A93, die an der A9 südwestlich von Perth beginnend die südwestlichen Stadtteile anbindet und über eine zweite Tay-Brücke den Tay quert, um dann bis nach Aberdeen zu führen. An einer Parkanlage am Südostende der Innenstadt knickt die A989 nach Westen ab und die im südöstlich gelegenen Gateside endende A912 zweigt nach einer kurzen Strecke ab. Als Leonard Street, St Andrews Street und Caledonian Road wird die A989 entlang der Westseite der Innenstadt geführt, um schließlich wieder die Einmündung der A85 zu erreichen. Zuvor kreuzt die aus Westen einfallende A93 ein zweites Mal.